# Oxytropis teres
Oxytropis teres är en ärtväxtart som först beskrevs av Jean-Baptiste de Lamarck, och fick sitt nu gällande namn av Dc. Oxytropis teres ingår i släktet klovedlar, och familjen ärtväxter. Inga underarter finns listade i Catalogue of Life.